# Liga de Bonaire 2021
La Liga de Bonaire 2021 fue la edición número 51 de la Liga de Bonaire.
La temporada comenzó el 17 de febrero de 2021 y finalizó el 26 de septiembre del mismo año.

## Formato
En el torneo participan 10 equipos que juegan en una sola vuelta entre sí mediante el sistema todos contra todos, totalizando 9 partidos cada uno. Al término de las 9 jornadas los cuatro mejores equipos se clasifican a la segunda fase. En la segunda fase los cuatro equipos juegan entre sí en sistema de todos contra todos en una sola vuelta, totalizando 3 partidos cada uno. Al término de las 3 jornadas, los dos mejores equipos de la segunda fase clasifican a la final y disputan el título. 
El equipo campeón, y si cumplir con los requisitos establecidos, podrá participar en la CONCACAF Caribbean Club Shield 2022.
Mientras que los equipos ubicados entre el 5º y el 10º disputan la FFB Cup.

## Fase regular
| Pos. | Equipo               | Pts. | PJ | G | E | P | GF | GC | Dif. | Clasificación 2021             |
| ---- | -------------------- | ---- | -- | - | - | - | -- | -- | ---- | ------------------------------ |
| 1    | SV Estrellas         | 21   | 9  | 6 | 3 | 0 | 26 | 7  | +19  | Clasificados a la segunda fase |
| 2    | SV Vespo             | 21   | 9  | 6 | 3 | 0 | 21 | 7  | +14  | Clasificados a la segunda fase |
| 3    | SV Real Rincón       | 20   | 9  | 6 | 2 | 1 | 21 | 8  | +13  | Clasificados a la segunda fase |
| 4    | SV Atlétiko Flamingo | 16   | 9  | 4 | 4 | 1 | 18 | 6  | +12  | Clasificados a la segunda fase |
| 5    | SV Vitesse           | 14   | 9  | 4 | 2 | 3 | 18 | 12 | +6   | Clasificados a la FFB Cup      |
| 6    | SV Young Boys        | 12   | 9  | 3 | 3 | 3 | 10 | 11 | −1   | Clasificados a la FFB Cup      |
| 7    | SV Uruguay           | 7    | 9  | 2 | 1 | 6 | 12 | 19 | −7   | Clasificados a la FFB Cup      |
| 8    | Atlétiko Tera Corá   | 6    | 9  | 2 | 0 | 7 | 12 | 26 | −14  | Clasificados a la FFB Cup      |
| 9    | ASCD Arriba Perú     | 4    | 9  | 1 | 1 | 7 | 5  | 26 | −21  | Clasificados a la FFB Cup      |
| 10   | SV Juventus          | 4    | 9  | 1 | 1 | 7 | 3  | 24 | −21  | Clasificados a la FFB Cup      |

Actualizado a los partidos jugados el 29 de agosto de 2021.
 Fuente: RSSSF

## Segunda fase
| Pos. | Equipo               | Pts. | PJ | G | E | P | GF | GC | Dif. | Clasificación 2021      |
| ---- | -------------------- | ---- | -- | - | - | - | -- | -- | ---- | ----------------------- |
| 1    | SV Real Rincón       | 7    | 3  | 2 | 1 | 0 | 5  | 1  | +4   | Clasificados a la final |
| 2    | SV Vespo             | 6    | 3  | 2 | 0 | 1 | 4  | 3  | +1   | Clasificados a la final |
| 3    | SV Estrellas         | 3    | 3  | 1 | 0 | 2 | 3  | 6  | −3   |                         |
| 4    | SV Atlétiko Flamingo | 1    | 3  | 0 | 1 | 2 | 5  | 7  | −2   |                         |

Actualizado a los partidos jugados el 22 de septiembre de 2021.
 Fuente: RSSSF

## Final
| Local       | Resultado | Visitante | Fecha                    |
| ----------- | --------- | --------- | ------------------------ |
| Real Rincón | 2 - 1     | SV Vespo  | 26 de septiembre de 2021 |

| Real Rincón Campeón |

## FFB Cup

### Primera ronda
| Local            | Resultado        | Visitante          | Fecha                   |
| ---------------- | ---------------- | ------------------ | ----------------------- |
| ASCD Arriba Perú | 3 - 3 (pen. 3-5) | Atlétiko Tera Corá | 1 de septiembre de 2021 |
| SV Uruguay       | 1 - 1 (pen. 4-3) | SV Juventus        | 3 de septiembre de 2021 |

### Semifinales
| Local      | Resultado        | Visitante          | Fecha                    |
| ---------- | ---------------- | ------------------ | ------------------------ |
| SV Vitesse | 2 - 2 (pen. 1-4) | Atlétiko Tera Corá | 10 de septiembre de 2021 |
| SV Uruguay | 1 - 2            | SV Young Boys      | 17 de septiembre de 2021 |

### Final
| Local              | Resultado | Visitante     | Fecha                    |
| ------------------ | --------- | ------------- | ------------------------ |
| Atlétiko Tera Corá | -         | SV Young Boys | 24 de septiembre de 2021 |

## Goleadores
| Jugador             | Club               | Goles |
| ------------------- | ------------------ | ----- |
| Yurick Seinpaal     | Atlétiko Flamingo  | 9     |
| Gilbertson Piard    | SV Vespo           | 6     |
| Christopher Isenia  | SV Vespo           | 6     |
| Dangelo Damascus    | SV Vitesse         | 5     |
| Gloriendrik Anthony | Atlétiko Tera Corá | 5     |
| Fabio Hierck        | Real Rincón        | 5     |